# 苏格兰罗姆语
苏格兰罗姆语（Scots Romani、Scotch Romani），是一种行话（cant），也是罗姆语的一种变体，主要由居住在苏格兰低地的苏格兰低地罗姆人使用。

## 分类
苏格兰罗姆语中有高达50%的词汇源于罗姆语。
苏格兰罗姆语各方言中的苏格兰盖尔语成分占比估计在0.8%至20%之间。

## 罗姆语词汇
据称，传统罗姆语词汇在该语言的词汇中占比达50%；一些例子包括：
- `gadgie` “男子”（源自罗姆语 `gadžó` “非罗姆人”）
- `pannie` “水”（源自罗姆语 `paní`）

## 低地苏格兰语词汇
苏格兰罗姆语使用大量源自古苏格兰语的词汇，这些词汇在非旅行者使用的现代苏格兰语中已不再通用，例如 `mowdit` “埋葬的”（源自 `muild(s)` 的过去分词），`mools` “泥土”（源自 `muild(s)` “泥土”），以及 `gellie`（源自 `gailey` (galley)，“棚屋”）。

## 盖尔语影响
来自盖尔语的借词包括：
- `cluishes` “耳朵”（源自盖尔语 `cluasan` 或 `cluais`，即 `cluas` “耳朵”的与格形式）
- `shain` “坏的”（源自盖尔语 `sean` “老的”）

## 录音记录
哈米什·亨德森（Hamish Henderson）及其他民俗学家录制了多段关于苏格兰罗姆语的对话，被录音者包括莉齐·希金斯（Lizzie Higgins）和珍妮·罗伯逊（Jeannie Robertson）。 他还录制了贝尔·斯图尔特（Belle Stewart）用苏格兰罗姆语和苏格兰语演唱的《当船进港时（When the Boat Comes In）》版本（即歌曲《Dance to Your Daddy》）。